# Jan De Meyer (jurist)
Jan De Meyer (Mechelen, 21 februari 1921 – 15 februari 2014) was een Belgisch rechtsgeleerde, gewoon hoogleraar van de KU Leuven en rechter van 1986 tot 1998 aan het Europees Hof voor de Rechten van de Mens.

## Levensloop
De Meyer promoveerde tot doctor in de rechten aan de Katholieke Universiteit Leuven in 1942. Na de oorlog was hij voor korte tijd advocaat aan de balie te Mechelen. Van 1948 tot 1952 was hij achtereenvolgens substituut-auditeur-generaal en referendaris in de Raad van State.
Hij begon zijn universitaire carrière aan de KU Leuven als lector in 1951 bij de Faculteit Economische en Sociale Wetenschappen. Het jaar nadien werd hij benoemd tot docent voor het keuzevak “Wijsbegeerte van het recht” en tot plaatsvervanger voor het vak “Wetgeving van Belgisch Congo”. Hij doceerde staatsrecht van 1954 tot aan zijn emeritaat in 1986. Hij was een van de eerste docenten staatsrecht die expliciet aandacht besteedde aan het internationaal recht inzake de rechten van de mens. Van 1971 tot 1974 was hij decaan van de Faculteit Rechtsgeleerdheid. Van 1958 tot 1970 doceerde hij eveneens aan het Europacollege in Brugge.
De Meyer had eveneens een politieke loopbaan bij de Christelijke Volkspartij. Hij was adviseur van Pierre Harmel, minister van Cultuur van 1958 tot 1959, adviseur van Gaston Eyskens, premier van 1959 tot 1960, adviseur van de minister van Ambtenarenzaken van 1960 tot 1961, adviseur van Arthur Gilson, minister van Binnenlandse Zaken en Ambtenarenzaken van 1961 tot 1965, en adviseur van Pierre Wigny, minister van Justitie van 1965 tot 1968.
Van 11 maart 1980 tot 5 oktober 1981 zetelde hij als gecoöpteerd senator in de Belgische senaat. In de periode maart 1980-oktober 1980 zetelde hij als gevolg van het toen bestaande dubbelmandaat ook in de Cultuurraad voor de Nederlandse Cultuurgemeenschap, die op 7 december 1971 werd geïnstalleerd. Vanaf 21 oktober 1980 tot november 1981 was hij lid van de Vlaamse Raad, de opvolger van de Cultuurraad en de voorloper van het huidige Vlaams Parlement.
Van 1967 tot 1973 zetelde hij namens België in een commissie van deskundigen over de mensenrechten binnen de Raad van Europa. Hij werd in 1986 verkozen als Belgisch rechter aan het Europees Hof voor de Rechten van de Mens in Straatsburg. Zijn mandaat liep tot 31 oktober 1998. Hij werd toen opgevolgd door Françoise Tulkens.